# Kinoa
Kinoa (Chenopodium quinoa; /ˈkiːnwɑː/ ili /kɪˈnoʊ.ə/, od kečuanske reči kinwa ili kinuwa) skrivenosemenica je iz porodice Amaranthaceae. To je zeljasta jenogodišnja biljka koja se uzgaja kao kultura prvenstveno zbog svojih jestivih semenki; seme je bogato proteinima, dijetalnim vlaknima, vitaminima B grupe i dijetalnim mineralima u količinama većim nego u mnogim žitaricama. Kinoa nije trava, već je pseudožitarica botanički povezana sa španaćom i amarantom (Amaranthus spp.), a poreklo vodi iz andskog regiona severozapadne Južne Amerike. Prvi put je korištena za ishranu stoke pre 5,2–7,0 hiljada godina, a za ljudsku upotrebu pre 3–4 hiljade godina u bazenu jezera Titikaka u Peruu i Boliviji.
Danas skoro svu proizvodnju u andskom regionu obavljaju male farme i udruženja. Njen uzgoj se proširio na više od 70 zemalja, uključujući Keniju, Indiju, Sjedinjene Države i nekoliko evropskih zemalja. Kao rezultat povećane popularnosti i potrošnje u Severnoj Americi, Evropi i Australaziji, cene useva kinoe utrostručile su se u periodu od 2006. do 2013. godine.

## Botanika

### Opis
je dikotiledonska jednogodišnja biljka, obično visoka oko 1–2 m (3–7 ft). Ona ima široke, uglavnom praškaste, dlakave lučne listove, obično naizmenično raspoređene. Drvenasta centralna stabljika može da bude razgranata ili nerazgranata, zavisno od sorte i može biti zelena, crvena ili ljubičasta. Cvetne metlice nastaju sa vrha biljke ili iz osnove lista duž stabljike. Svaka metlica ima središnju osnovu iz koje izlazi sekundarna osnova bilo s cvetovima (amarantiform) ili nosi tercijarnu osnovu koja nosi cvetove (glomeruliform). To su mali, nepotpuni kruti cvetovi iste boje kao i čašice, a javljuju se i pistilatni i savršeni oblici. Pistolatni cvetova se obično nalaze na proksimalnom kraju glomerula, a savršeni na distalnom kraju. Savršeni cvet ima pet čašičnih listića, pet prašnika i izdignuti jajnik, iz koga se pojavljuju dve do tri stigmatične grane.
Zeleni hipoginski cvetovi imaju jednostavnu krunicu i uglavnom su samooplodni, mada dolazi i do unakrsnog oprašivanja. Nadalje, betalaini u prirodnom okruženju služe za privlačenje životinja da bi se povećala količina oprašivanja i osiguralo ili poboljšalo širenje semena. Plodovi (semenke) su prečnika oko 2 mm (1⁄16 in) i različitih boja - od bele do crvene ili crne, u zavisnosti od sorte.
U pogledu „novo” razvijene otpornosti na salinitet vrste C.&nbsp;quinoa, neka su istraživanja zaključila da akumulacija organskih osmolita ima dvostruku ulogu za vrstu. Oni omogućavaju osmotsko prilagođavanje, pored zaštite od oksidativnog stresa fotosintetskih struktura u lišću u razvoju. Studije takođe sugerišu da smanjenje stomatalne gustine u responsu na nivoe saliniteta predstavlja esencijalni odbrambeni instrument za optimizaciju efikasnosti korišćenja vode u datim uslovima kojima može biti izložen.

## Galerija
- Formirajuće seme crne kinoe
- Seme kinoe
- Biljka kinoe pre cvetanja
- cvet kinoe
- Vršidba kinoe u Peruu

## Literatura
- Pulvento, C.; Riccardi, M.; Lavini, A.; d’Andria, R.; Ragab, R. (2013). „SALTMED model to simulate yield and dry matter for quinoa crop and soil Moisture content under different irrigation strategies in south Italy” (PDF). Irrigation and Drainage. 62 (2): 229—238. doi:10.1002/ird.1727.
- Cocozza, C.; Pulvento, C.; Lavini, A.; Riccardi, M.; d’Andria, R.; Tognetti, R. (2012). „Effects of increasing salinity stress and decreasing water availability on ecophysiological traits of quinoa (Chenopodium quinoa Willd.)”. Journal of Agronomy and Crop Science. 199 (4): 229—240. doi:10.1111/jac.12012.
- Pulvento, C; Riccardi, M; Lavini, A; d'Andria, R; Iafelice, G; Marconi, E (2010). „Field trial evaluation of two Chenopodium quinoa genotypes grown under rain-fed conditions in a typical Mediterranean environment in south Italy”. Journal of Agronomy and Crop Science. 196 (6): 407—411. doi:10.1111/j.1439-037X.2010.00431.x.
- Pulvento, C.; Riccardi, M.; Lavini, A.; Iafelice, G.; Marconi, E.; d’Andria, R. (2012). „Yield and quality characteristics of quinoa grown in open field under different saline and non-saline irrigation regimes”. Journal of Agronomy and Crop Science. 198 (4): 254—263. doi:10.1111/j.1439-037X.2012.00509.x.
- Gómez-Caravaca, A.M.; Iafelice, G.; Lavini, A.; Pulvento, C.; Caboni, M.; Marconi, E. (2012). „Phenolic compounds and saponins in quinoa samples (Chenopodium quinoa Willd.) grown under different saline and non saline irrigation regimens”. Journal of Agricultural and Food Chemistry. 60 (18): 4620—4627. PMID 22512450. doi:10.1021/jf3002125.
- Romero, Simon; Shahriari, Sara (19. 3. 2011). „Quinoa's global success creates quandary at home”. The New York Times. Приступљено 22. 7. 2012.
- Geerts, S.; Raes, D.; Garcia, M.; Vacher, J.; Mamani, R; Mendoza, J.;  . (2008). „Introducing deficit irrigation to stabilize yields of quinoa (Chenopodium quinoa Willd.)”. Eur. J. Agron. 28 (3): 427—436. doi:10.1016/j.eja.2007.11.008.
- Geerts, S.; Raes, D.; Garcia, M.; Mendoza, J.; Huanca, R. (2008). „Indicators to quantify the flexible phenology of quinoa (Chenopodium quinoa Willd.) in response to drought stress”. Field Crop. Res. 108 (2): 150—156. doi:10.1016/j.fcr.2008.04.008.
- Geerts, S.; Raes, D.; Garcia, M.; Condori, O.; Mamani, J.; Miranda, R.; Cusicanqui, J.; Taboada, C.; Vacher, J. (2008). „Could deficit irrigation be a sustainable practice for quinoa (Chenopodium quinoa Willd.) in the southern Bolivian altiplano?”. Agricultural Water Management. 95 (8): 909—917. doi:10.1016/j.agwat.2008.02.012.
- Geerts, S.; Raes, D.; Garcia, M.; Taboada, C.; Miranda, R.; Cusicanqui, J.; Mhizha, T.; Vacher, J. (2009). „Modeling the potential for closing quinoa yield gaps under varying water availability in the Bolivian Altiplano”. Agricultural Water Management. 96 (11): 1652—1658. doi:10.1016/j.agwat.2009.06.020.
- Bazile, Didier; Martínez, Enrique A.; Fuentes, Francisco (2. 12. 2014). „Diversity of quinoa in a biogeographical island: A review of constraints and potential from arid to temperate regions of Chile”. Notulae Botanicae Horti Agrobotanici Cluj-Napoca (на језику: енглески). 42 (2): 289—298. ISSN 1842-4309. doi:10.15835/nbha4229733.
- Murphy, Kevin S.; Matanguihan, Janet (28. 9. 2015). Quinoa: Improvement and Sustainable Production (на језику: енглески). John Wiley & Sons. ISBN 978-1-118-62805-8.
- Valencia, B.G.; Urrego, D.H.; Silman, M.R.; Bush, M.B. (2010). „From ice age to modern: A record of landscape change in an Andean cloud forest”. Journal of Biogeography (на језику: енглески). 37 (9): 1637—1647. ISSN 1365-2699. doi:10.1111/j.1365-2699.2010.02318.x.

## Spoljašnje veze
- Hopper, Tristin (25. 3. 2013). „Jews divided by great Passover debate: Is quinoa kosher?”. National Post. Архивирано из оригинала 11. 4. 2013. г. Приступљено 24. 11. 2013.
- Nemes, Hody (23. 12. 2013). „Quinoa Ruled Kosher for Passover”. Forward. Архивирано из оригинала 26. 03. 2015. г. Приступљено 7. 2. 2014.